# Terry Callier
Terry Callier (Chicago, 24 mei 1945 – 28 oktober 2012) was een Amerikaanse soul-, folk- en jazz-artiest. Hij was in de jaren zestig en zeventig actief. In de jaren tachtig stopte hij een tijd met muziek maken om als computerprogrammeur aan de slag te gaan. Door de populariteit van zijn oude platen in de acid jazz-scene maakt hij in de jaren negentig een comeback. 

## Vroege carrière
Callier groeit op in het noorden van Chicago. In zijn jeugd is hij bevriend met Curtis Mayfield en Jerry Butler die later ook groot worden als artiesten. In zijn tienerjaren en zijn studententijd zit hij in diverse muziekgroepen. Hij weet een platencontract te krijgen en brengt in 1964 zijn debuutalbum The New Folk Sound of Terry Callier uit, waarop hij de brug zoekt met folk. Daarna is het weer een tijdje rustig. In 1970 komt hij bij het collectief Chicago Songwriters Workshop dat door zijn jeugdvriend Jerry Butler is opgericht. Hij gaat daarna werken voor het label Chess Records. In de vroege jaren 70 breng hij daar de albums Occasional Rain (1972), What Color Is Love (1972), en I Just Can't Help Myself (1973) uit. Hoewel deze albums later een grote waardering kennen, zijn ze aanvankelijk geen succes. Als het label in 1976 wordt verkocht, wordt Callier op straat gezet. Op Elektra Records brengt hij daarna Fire On Ice (1977) en Turn You to Love (1978) uit. Van dit laatste album wordt het nummer 'Sign Of The Times' zelfs een bescheiden hitje in de Verenigde Staten. Hij staat daardoor in 1979 op het Montreux Jazz Festival. In 1983 krijgt hij echter de voogdij over zijn dochter en besluit hij te stoppen als muzikant omdat hij een stabiel inkomen wil. Hij schoolt zich als computerprogrammeur en krijgt een baan bij de universiteit. Hij studeert ook sociologie aan de universiteit. 

## Comeback
De oude platen van Callier komen weer onder de aandacht als in de vroege jaren negentig de acid jazz in opkomst is. De Britse dj Eddie Piller maakt een remix van het nummer I Don't Want to See Myself (Without You). Door deze nieuwe aandacht gaat Callier weer optreden. In 1994 gebruikt ook de groep Urban Species een sample uit het nummer You Goin' Miss Your Candyman. In 1997 verschijnt er ook weer materiaal van Callier als hij samenwerkt met Beth Orton op haar Best bit EP. Een jaar later komt op Talkin' Loud zijn album Time Piece uit, dat goed wordt ontvangen. Hij ontvangt er zelfs een prijs van de Verenigde Naties voor in de categorie van artistieke bijdragen voor de wereldvrede. Op de universiteit waar hij werkt wordt het nieuws niet goed ontvangen. Callier heeft zijn collega's nooit op de hoogte gesteld van zijn dubbelleven als artiest en daarom wordt hij ontslagen. De muzikale heropleving van Callier lijkt een blijvertje want daarna verschijnen de albums Lifetime (1999), Speak your peace (2002) en Lookin' out (2004). Met Paul Weller maakt hij ook de single 'Brother to brother'. Ook volgt er in 2003 een heruitgave van zijn debuutalbum uit 1964 met drie nieuwe tracks. Callier is ook populair voor gastbijdragen aan anderen. Zo zingt hij op albums van 4hero, Koop en Ian Pooley. In 2006 werkt hij samen met Massive Attack op de single Live with me. De band produceert ook enkele nummers voor het album Hidden conversations. Het is zijn laatste album. Callier krijgt keelkanker en sterft op 27 oktober van 2012. Enkele maanden daarna brengt Massive Attack een mixtape uit met overgebleven materiaal van hun samenwerkingen.  

## Discografie

### Studioalbums
- The New Folk Sound of Terry Callier (Prestige, 1965)
- Occasional Rain (Cadet, 1972)
- What Color Is Love (Cadet, 1973)
- I Just Can't Help Myself (Cadet, 1974)
- Fire on Ice (Elektra, 1978)
- Turn You to Love (Elektra, 1979)
- Time Peace (Verve Forecast/Talkin' Loud/PolyGram, 1998)
- Lifetime (Blue Thumb/Talkin' Loud, 1999)
- Speak Your Peace (Mr Bongo, 2002)
- The New Folk Sound of Terry Callier (Prestige/BGP, 2003) (heruitgave)
- Lookin' Out (Mr Bongo, 2004)
- Hidden Conversations (Mr Bongo, 2009)

- Biblioteca Nacional de España: XX5112918
- Bibliothèque nationale de France: cb14010087t (data)
- Gemeinsame Normdatei: 134905776
- International Standard Name Identifier: 0000 0001 1511 3583
- Library of Congress Control Number: no98026666
- MusicBrainz: 44fd61e1-119c-479e-8301-8ac5c77148bf
- Nationale Bibliotheek van Tsjechië: xx0068216
- Istituto Centrale per il Catalogo Unico: UBOV873907
- Système universitaire de documentation: 082333807
- Virtual International Authority File: 44496878
- WorldCat: E39PBJyRt7hmwqqw4cTK7QFMyd